# Andrzej Poniatowski
Hoàng tử Andrzej Poniatowski (16 tháng 7 năm  1735 - 3 tháng 3 1773) là một nhà quý tộc, đồng thời cũng là một vị tướng và Thống chế người Ba Lan.
Andrzej là con trai của Bá tước Stanisław Poniatowski, người cai quản vùng Kraków, và Công chúa Konstancja Czartoryska. Ông cũng là anh trai của nhà vua Stanisław August Poniatowski của Ba Lan và là cha của Józef Antoni Poniatowski.
Ông trở thành lãnh đạo cấp cao của vùng Pieńsk và giữ chức vụ Trung tướng vào năm 1760, tham gia vào Chiến tranh Bảy năm rồi sau đó trở thành Thống chế quân đội Áo vào năm 1771. Năm 1764, ông trở lại Ba Lan và ủng hộ anh trai mình trong cuộc bầu cử hoàng gia ở Ba Lan. Ông được hoàng gia trao cho tước hiệu Hoàng tử Ba Lan vào ngày 4 tháng 12 năm 1764. Ông còn được Nữ hoàng Maria Theresa trao cho ông tước hiệu Hoàng tử Bohemian vào ngày 10 tháng 12 năm 1765 và Hoàng đế Joseph II trao cho tước hiệu Hoàng tử Áo.
Ông kết hôn với Maria Theresia Gräfin Kinsky von Wchinitz und Tettau vào ngày 3 tháng 5 năm 1761. Bà này là con gái của Leopold-Ferdinand Graf Kinsky von Wchinitz und Tettau, cai quản vùng Chlumec nad Cidlinou (Chlumetz). Cuộc hôn nhân mang tới cho ông một người con gái là Maria Teresa.

## Danh hiệu
- Đế quốc La Mã Thần thánh: Huân chương Quân lệnh của Maria Theresia, ngày 7 tháng 3 năm 1758[1]
- Khối thịnh vượng chung Ba Lan - Litva:[2]
  - Huân chương Thánh Stanislaus, 1765
  - Huân chương Đại bàng trắng, 1766
- Pháp:  Huân chương Thánh Michael[2]

## Sách
- Emanuel Rostworowski, “Poniatowski Andrzej”, w: Polski Słownik Biograficzny, XXVII, Wrocław 1983, s. 412-420.
- Henryk P. Kosk, Polscy generałowie w służbie obcej, Polska Zbrojna.
- Lịch sử Dy kêacji Polskiej - tom II 1572-1795, PWN Warszawa 1981, s. 548.